# Bumpety Boo – Der kleine gelbe Superflitzer
Bumpety Boo (jap. へーい!ブンブー Hēi! Bumbū) ist eine Anime-Fernsehserie, die von 1985 bis 1986 von Nippon Animation in Japan produziert wurde. Die Serie besteht aus 130 je 10-minütigen Folgen.

## Inhalt
Die Sendung zeigt die Abenteuer eines Jungens namens Ken, der ein gelbes sprechendes Auto namens Bumpety Boo findet, mit dem er seitdem seine Abenteuer erlebt. Beide reisen um die Welt, um Bumpetys Mutter zu finden. In den späteren Folgen versucht Professor Honkytonk ständig, das gelbe Auto Bumpety zu entführen. Schließlich finden Ken und Bumpety Bumpetys Mutter. 

## Produktion
Der Anime wurde 1985 von Nippon Animation unter der Regie von Eiji Okabe und Kenjirô Yoshida produziert. Das Charakterdesign wurde entworfen von Isamu Kumata und Susumu Shiraume, die künstlerische Leitung hatte Setsuko Ishizu inne. 

## Veröffentlichungen
Die Serie wurde erstmals vom 8. April 1985 bis zum 3. April 1986 durch NHK in Japan ausgestrahlt. 
In den frühen 1990er erschienen viele VHS-Kassetten der Sendung bei Saban Entertainment auf Englisch. 
Mitte der 1990er wurde die Sendung auch auf Super RTL in Deutschland in 43 je 30-minütigen Segmenten ausgestrahlt. Nach einigen Wiederholungen auf Super RTL und Fox Kids wurde die Ausstrahlung 2005 komplett eingestellt und die Serie seitdem nicht mehr ausgestrahlt.

## Synchronisation
| Rolle               | Japanischer Sprecher (Seiyū) | Deutscher Sprecher |
| ------------------- | ---------------------------- | ------------------ |
| Bumpety Boo         | Masako Nozawa                | Christian Weygand  |
| Ken                 | Chika Sakamoto               | Inez Günther       |
| Professor Honkytonk | Kenichi Ogata                | Fred Maire         |

## Musik
Die Musik der Serie wurde von Nobuyoshi Koshibe komponiert. Das japanische Vorspannlied ist Boku wa Bumbū (ぼくはブンブー), der japanische Abspanntitel Ashita no Wonderland (あしたのワンダーランド Ashita no Wandārando), beide von Hashimoto Shiori.